# Восточная тайга Канадского щита
Восто́чная тайга́ Кана́дского щита́ (англ. Eastern Canadian Shield taiga) — экологический регион в Канаде, выделяемый классификационной системой Всемирного фонда дикой природы (ВВФ).

## Окружение
Находится на северо-востоке Канады, покрывает значительную часть Северного Квебека и Лабрадора, достигает Гудзонова залива и залива Джеймс на западе, залива Унгава на севере и атлантического побережья Лабрадора на востоке. Экорегион тайги заканчивается у верхней границы произрастания лесов, за которой начинается тундра. Ландшафт этих местностей неровный, каменистый, на атлантическом побережье Лабрадора находится район фьордов. Среди холмов и плато встречаются многочисленные озёра и районы болот, а также очаги тундры, как например в горах Мили.
Среднегодовые температуры довольно низкие: от −6 °C на Гудзоновом заливе до 1 °C на побережье Лабрадора.